# Rayssa Leal
Jhulia Rayssa Mendes Leal genannt Fadinha (* 4. Januar 2008 in Imperatriz) ist eine brasilianische Skateboarderin.
Leal bildete zusammen mit Letícia Bufoni e Silva und Pâmela Rosa das brasilianische Skateboardteam der Frauen bei den Olympischen Sommerspielen 2020 im Juli 2021 in Tokio. Mit 13 Jahren und sieben Monaten ist sie die jüngste brasilianische Olympiateilnehmerin aller Zeiten. Beim olympischen Wettbewerb am 26. Juli 2021 gewann sie die Silbermedaille.

## Biographie
Leal wurde am 4. Januar 2008 in Imperatriz im brasilianischen Bundesstaat Maranhão geboren. Sie begann Skateboarden mit sechs Jahren, nachdem sie ein Skateboard zum Geburtstag geschenkt bekam. Mit sieben begann sie, Videos ihrer Tricks auf Social Media zu veröffentlichen. Auf einem der Videos skatete sie mit einem Feenkostüm, was ihr den Spitznamen „Fadinha do Skate“ (auf Deutsch in etwa: „kleine Fee des Skateboards“) einbrachte.

## Karriere

### Olympische Spiele
Bei den Olympischen Sommerspielen 2020 in Tokio, die aufgrund der COVID-19-Pandemie auf 2021 verschoben wurden, gewann sie die Silbermedaille hinter Momiji Nishiya. Sie war dabei die jüngste brasilianische Olympiaathletin aller Zeiten und bildete mit Funa Nakayama und Momiji Nishiya das jüngste Podest der olympischen Geschichte (42 Jahre).
Bei den Olympischen Sommerspielen 2024 in Paris gewann sie die Bronzemedaille im Street.

### Street League Skateboarding

#### SLS Supercrown
Bei der SLS Supercrown 2021 erreichte sie den 2. Platz. 2022 gewann Leal zum ersten Mal Gold bei der SLS Supercrown in Rio de Janeiro.

#### World Tour
Im Mai 2019 wurde sie Dritte in London. Ihren ersten Sieg auf der World Tour von Street League Skateboarding errang sie im Juli 2019 in Los Angeles mit elf Jahren. Bei dem Wettbewerb im September 2019 in São Paulo wurde sie hinter Pamela Rosa Zweite. 2021 erzielte sie erneut Gold am SLS Lake Havasu und SLS Salt Lake City, in Rom belegte sie den dritten Platz. 2022 erhielt sie Gold am SLS Seattle, SLS Jacksonville und SLS Las Vegas. Sie gewann somit alle drei Wettbewerbe der SLS World Tour im Jahr 2022. 2023 holte sie erneut Gold am SLS Chicago.

### X-Games
2022 trat sie zum ersten Mal bei den X-Games in Chiba an und erzielte sogleich auch ihre erste Goldmedaille in dem Wettkampf. 2023 gewann sie erneut Gold bei den X-Games in Tokio.

### Dew Tour
Bei der Dew Tour 2021 in Des Moines erreichte sie den 2. Platz.

## Rekorde
- mit 13 die jüngste Olympiateilnehmerin Brasiliens[3]
- neben Momiji Nishiya (13) und Funa Nakayama (16) Teil des jüngsten Podestes der olympischen Geschichte (42 Jahre)[5]

## Sponsoren
Leal wird vielfach gesponsert, unter anderem von:
- Monster Energy
- Nike SB
- April Skateboards
- Bones Bearings
- Bones Wheels
- Mob Grip
- Independent Trucks
- Banco de Brasil